# Medalla de Galicia
La Medalla de Galicia es una distinción de honor que concede la Junta de Galicia, a personas o instituciones por sus méritos al servicio de Galicia en cualquier aspecto de la realidad social, cultural o económica.
Creada en 1984 con una única categoría, de oro. Hasta 1991 se otorgaron únicamente cuatro medallas, dos de ellas a título póstumo, a partir de esta fecha se crearon dos categorías más (plata y bronce) y se hizo más prolífica su concesión, llegando a concederse hasta 34 medallas por año. A partir de 2006, sus categorías se redujeron, de nuevo, a una única -la medalla de oro-, con el fin de racionalizar y recuperar el máximo valor del galardón.
Es la más alta condecoración que otorga la Junta de Galicia. Su acto de concesión suele coincidir con el 25 de julio, Día Nacional de Galicia.